# 후지와라 경가
후지와라 경가(일본어: 藤原 京家 후지와라 쿄우케[*])는 후지와라노 후히토의 사남 후지와라노 마로를 중시조로 하는 후지와라씨의 지류이다. 마로가 좌경대부 벼슬을 지냈던 데서 가명이 유래했다.
후지와라 사가 중 가장 부진했다. 중시조 마로가 막내이기도 했고, 형제들에 비해 자녀의 수가 적은 데다 그나마 태어난 자녀들 중에도 요절이 많았다. 게다가 후지와라노 하마나리가 히가미노 가와쓰구의 난에 연루되어 유배된 이후 가문의 정치생명이 끊어져 버린 것이 결정타였다.
헤이안 시대 전기에는 후지와라노 사다토시(비파), 후지와라노 후유오(유학), 후지와라노 오키카제(와카), 후지와라노 다다후사(무악) 등 문화예술면에서 많은 인재를 배출했다. 후세에는 에치고국의 나오에 씨가 후지와라 경가의 후예를 자칭했다.

## 같이 보기
- 후지와라 북가
- 후지와라 남가
- 후지와라 식가